# سهره‌های کاکلی
سهره‌های کاکلی (نام علمی: Coryphospingus) نام یک سرده از تیره زردپره‌ایان است.

## گونه‌ها
- سهره کاکلی خاکستری, Coryphospingus pileatus
- سهره کاکلی سرخ, Coryphospingus cucullatus